# Ґроново (Західнопоморське воєводство)
Ґроново (пол. Gronowo) — село в Польщі, у гміні Островіце Дравського повіту Західнопоморського воєводства.
Населення — 52 особи (2011).
У 1975-1998 роках село належало до Кошалінського воєводства.

## Демографія
Демографічна структура станом на 31 березня 2011 року:
|          | Загалом | Допрацездатний вік | Працездатний вік | Постпрацездатний вік |
| -------- | ------- | ------------------ | ---------------- | -------------------- |
| Чоловіки | 27      | 10                 | 15               | 2                    |
| Жінки    | 25      | 7                  | 12               | 6                    |
| Разом    | 52      | 17                 | 27               | 8                    |